# Rorippa clandestina
Rorippa clandestina är en korsblommig växtart som först beskrevs av Spreng., och fick sitt nu gällande namn av James Francis Macbride. Rorippa clandestina ingår i släktet fränen, och familjen korsblommiga växter.

## Underarter
Arten delas in i följande underarter:
- R. c. clandestina
- R. c. sodiroi